# 小行星7339
小行星7339（英語：7339）是一颗围绕太阳公转的小行星。1991年9月15日，亨利·E·霍爾特在帕洛马山发现了此天体。
这颗小行星的绝对星等为346.6408818559558等。